# 米尔恩模型
米尔恩模型是英国天文学家米尔恩（英語：Milne）于1935年提出的狭义相对论性的宇宙模型。该模型服从宇宙学原理，在数学上等效于弗里德曼-罗伯逊-沃尔克模型在零能量密度极限下的近似，因此也叫空宇宙模型。米尔恩模型和林德勒时空（对平直闵可夫斯基时空的简单再参量化）相似。
由于米尔恩模型的零能量密度性和最大负空间曲率性，它和目前的宇宙学观测相矛盾。目前的观测表明宇宙的密度参数为一，曲率为零（平直）。